# Mandāwa
Mandāwa är en ort i Indien.   Den ligger i distriktet Jhunjhunūn och delstaten Rajasthan, i den nordvästra delen av landet, 210 km väster om huvudstaden New Delhi. Mandāwa ligger 337 meter över havet och antalet invånare är 20 717.
Terrängen runt Mandāwa är mycket platt. Runt Mandāwa är det tätbefolkat, med 308 invånare per kvadratkilometer. Närmaste större samhälle är Fatehpur, 20,0 km väster om Mandāwa. Trakten runt Mandāwa består till största delen av jordbruksmark.